# Wish I
Wish I – trzeci singel szkockiej wokalistki Jem, promujący jej pierwszy studyjny album Finally Woken. Piosenka została użyta, jako ścieżka dźwiękowa do reality show Celebrity Love Island oraz ABC's Grey's Anatomy.

## Lista utworów

### Wish I Pt. 1
1. Wish I
2. Easy Way Out (Carmen Rizzo featuring Jem)

### Wish I Pt. 2
1. Wish I (Album Version)
2. Wish I (Foreign Dancehall Mix feat. YT)
3. Wish I (Aphrodite Mix)

### Japanese CD
1. Wish I (Album Version)
2. Wish I (Foreign Dancehall Mix)
3. Wish I (Aphrodite Mix)
4. Just a Ride (ADAM F-V-Pendulum Music Mix)
5. Just a Ride (Fatboy Slim Remix)